# Cyphomyrmex flavidus
Cyphomyrmex flavidus är en myrart som beskrevs av Theodore Pergande 1896. Cyphomyrmex flavidus ingår i släktet Cyphomyrmex och familjen myror. Inga underarter finns listade i Catalogue of Life.

## Bildgalleri

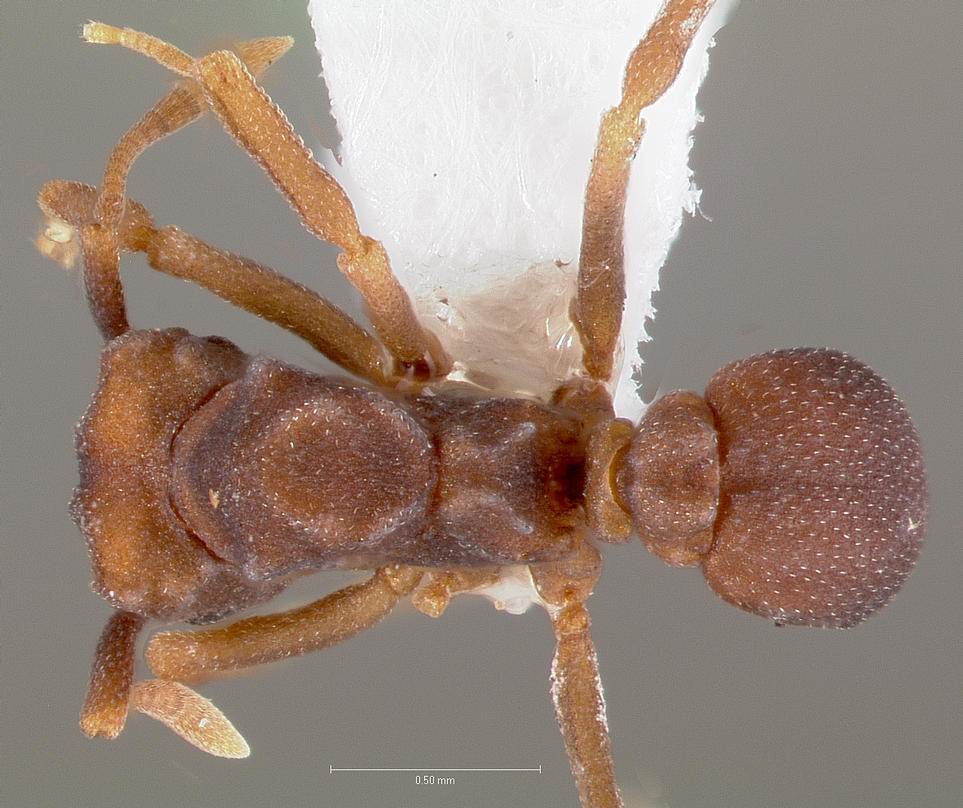
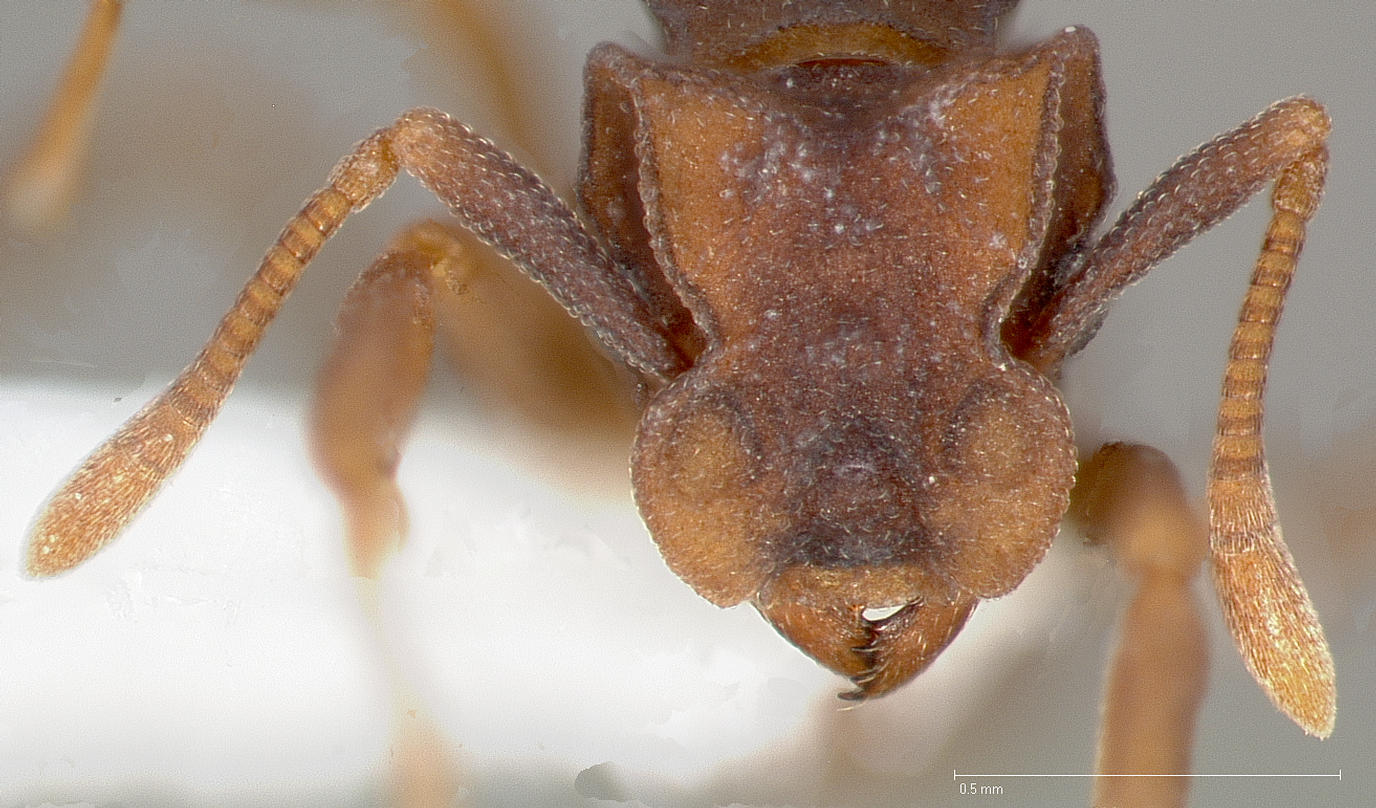
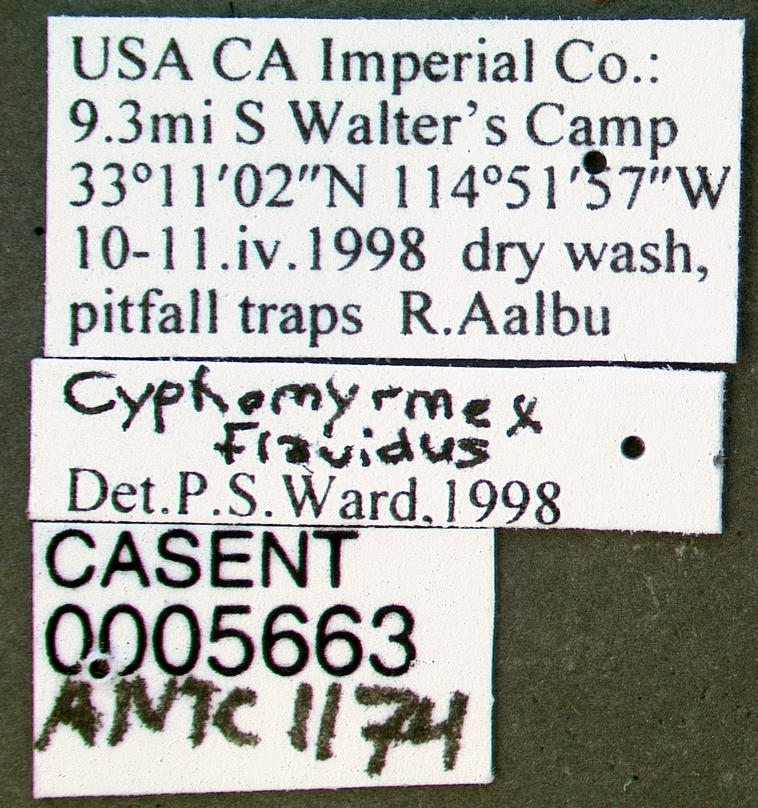
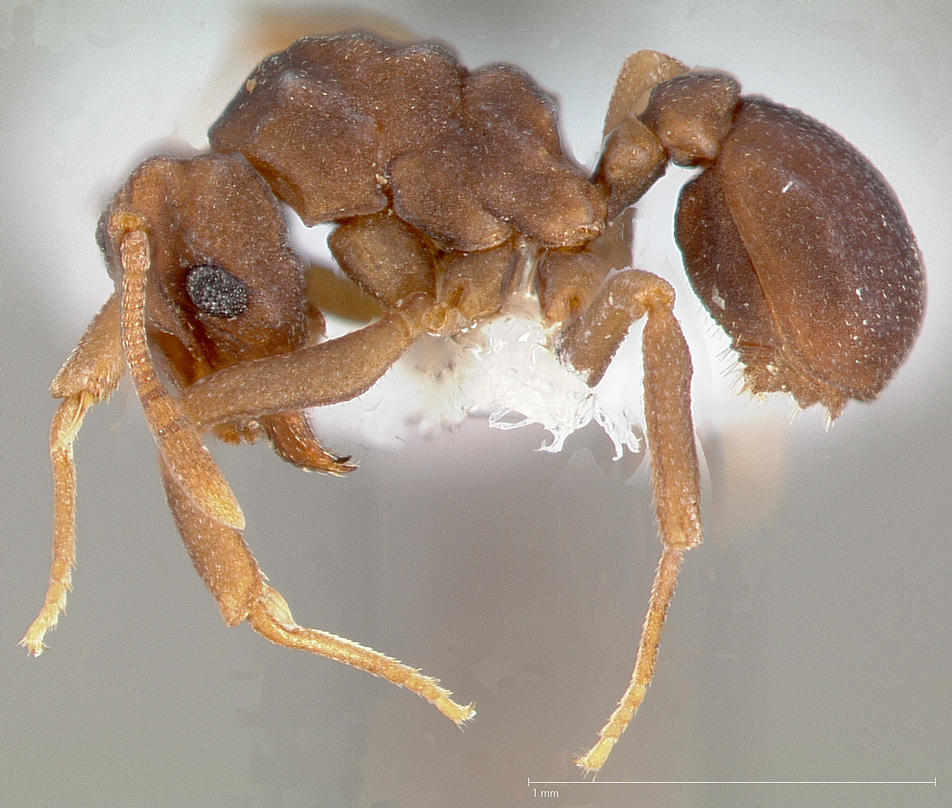
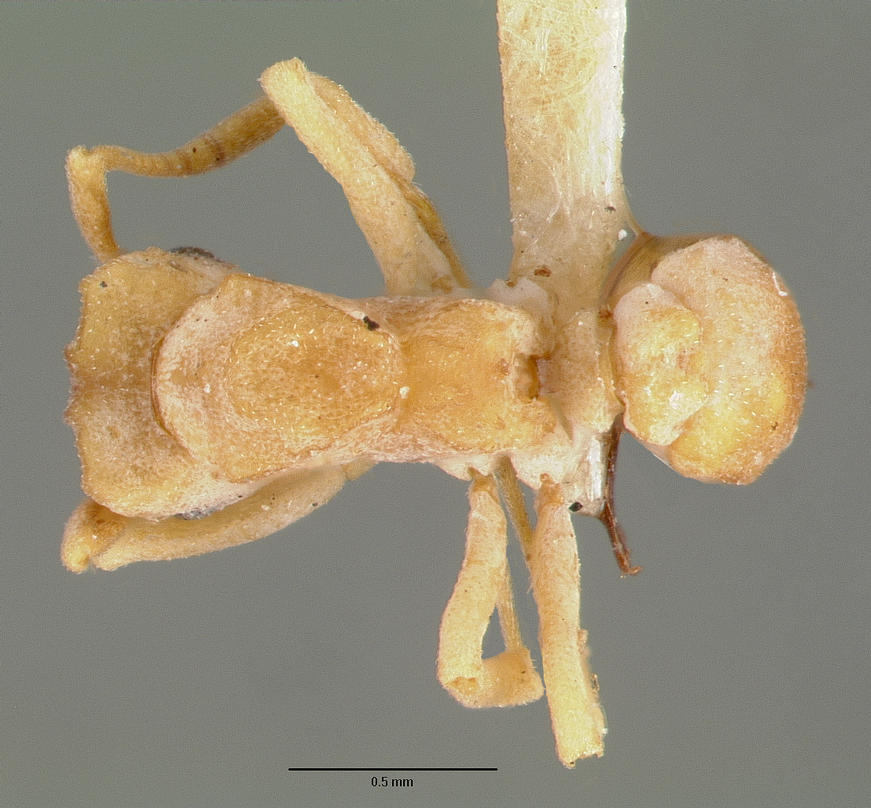
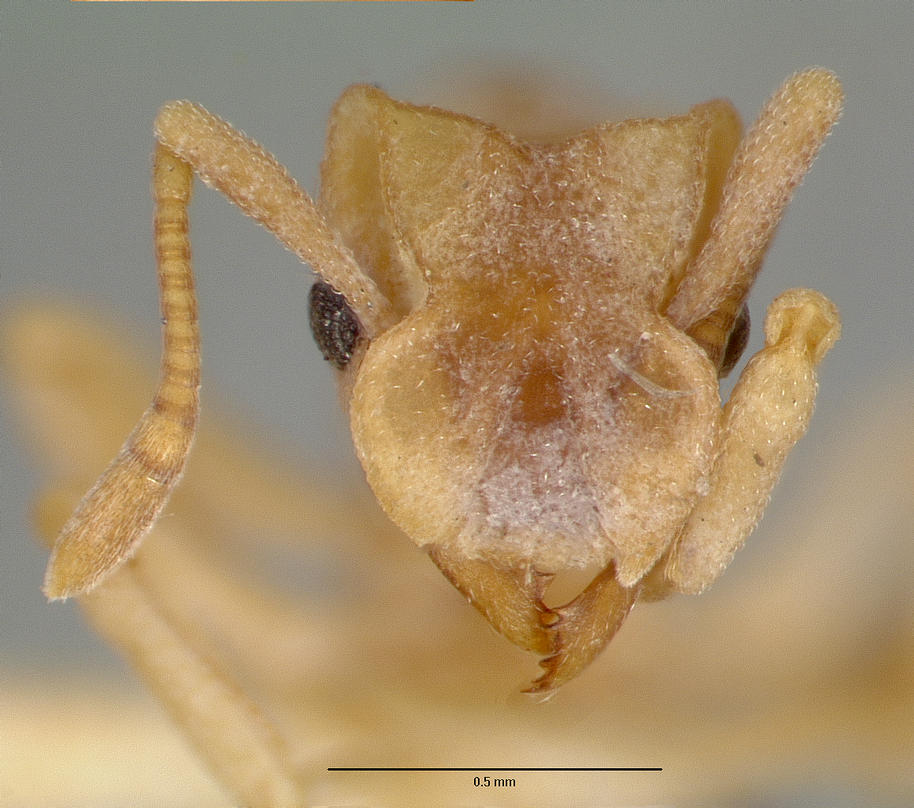